# Jožef Okorn
Jožef Okorn, slovenski čebelar, * 3. september 1897, Škofja Loka, † 1944, Škofja Loka (?).

## Življenjepis
Ljudsko šolo je obiskoval v Škofji Loki, gimnazijo pa v Kranju. Učiteljišče je obiskoval v Ljubljani. Maturiral je leta 1916. Udeležil se je prve vojne.
Leta 1919 ga je Deželna vlada za Slovenijo imenovala za čebelarskega potovalnega učitelja. Napravil je več čebelarskih tečajev v Ernagenu. Leta 1932 je bil upokojen. Živel je v Škofji Loki. Vodil je sitarsko industrijo v Stražišču.
Med letoma 1919 in 1929 je bil tajnik Čebelarskega društva za Slovenijo. Pripravil je več predavanj o čebelarstvu. Objavljal je predvsem v Slovenskem čebelarju in Kmetovalcu. Veliko je storil za napredek čebelarstva v Sloveniji.